# Дурнятская котловина
Дурнятская котловина — карстовая проточная депрессия с родниковыми озёрами в Добрянском районе Пермского края, Россия. Ландшафтный памятник природы Пермского края с 7 июня 1988 года. На территории протекает река Пожва и несколько ручьёв, здесь находятся 11 уникальных карстовых озёр, из которых Белое и Рогалёк — самые глубокие озёра Пермского края и Урала. Озёра имеют низкие температуры летом и почти не замерзают зимой.
На территории памятника природы отмечены такие редкие виды растений как кувшинка чисто-белая (Nymphaea candida), пальчатокоренник пятнистый (Dactylorhiza maculata).

## Геология
Все озера имеют карстовое происхождение, из-за чего имеют солёноватый вкус. Сдвоенное дальнее - озеро Рогалёк (имеет глубину 61м), по неофициальным данным озеро Рогалёк 2-е по глубине в России среди подобных. Всего в котловине 11 озёр.

## Туризм
Озёра Дурнятской котловины, лучше посещать осенью, когда пожухлая трава опускается. Не рекомендуется посещать данное место весной или летом, так как в это время начинается пик активности клещей, так же не рекомендуется одиночные походы в данное место, так как в данном месте скрываются угрозы, дикие животные, заросшие карстовые озёра и т.д.